# Korsenkleiber

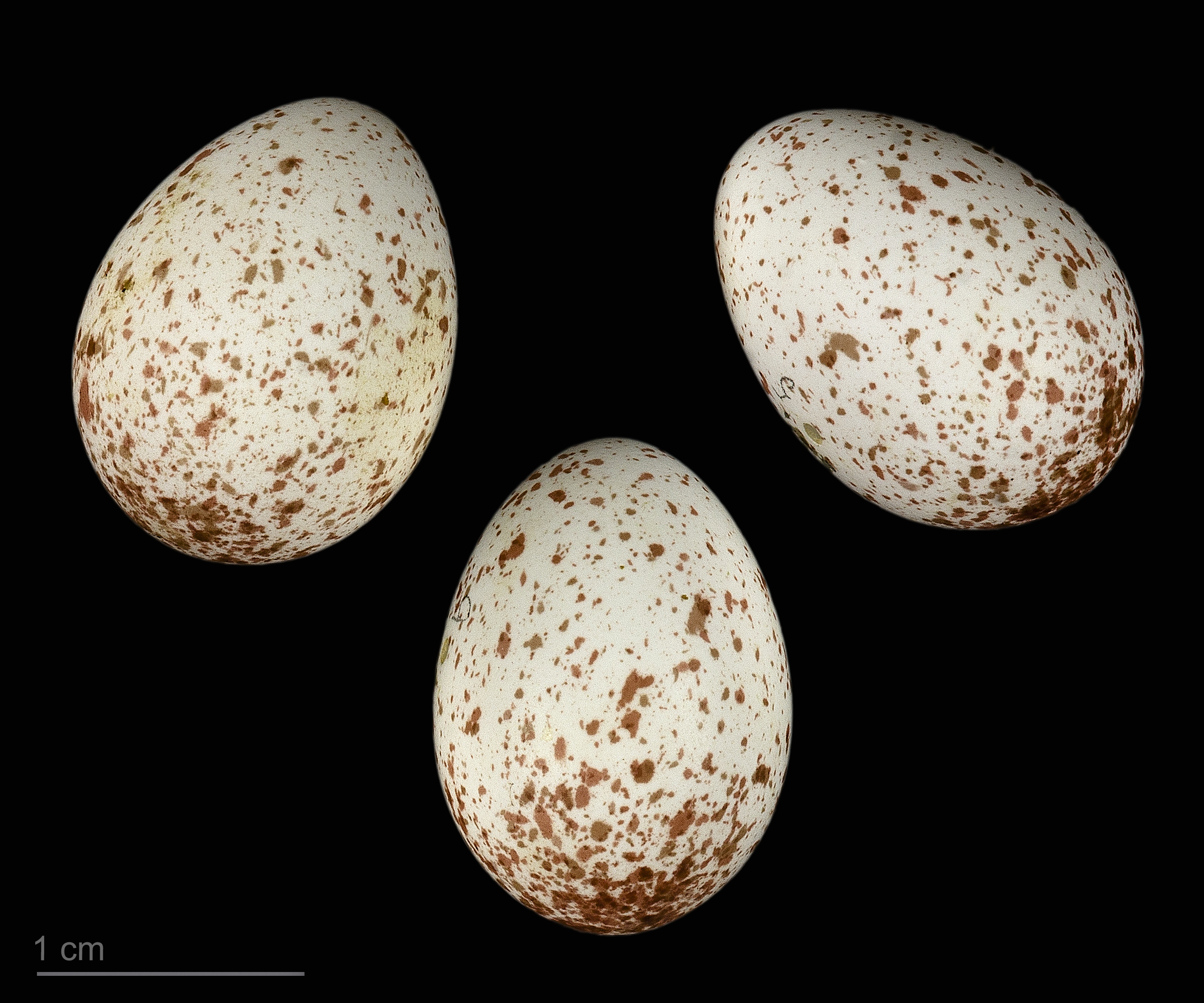
Eier des Korsenkleibers, Sammlung Museum von Toulouse

Der Korsenkleiber (Sitta whiteheadi) ist eine Singvogelart, die auf Korsika endemisch in hochstämmigen Kiefernwäldern lebt. Die Gesamtpopulation besteht aus nur 2000 Brutpaaren.
Gefahr für den Bestand besteht durch Waldbrände und durch Fressfeinde wie den Buntspecht.

## Merkmale
Der 11 bis 12 cm lange Korsenkleiber ist kleiner als der Kleiber. Der Kopf ist klein und mit recht kurzem Schnabel. 
Das Gefieder ist oberseits blau-grau und unterseits graubeige, nur die Kehle ist etwas weißer. Das Männchen hat einen schwarzen Scheitel und einen schwarzen Augenstreif, die durch einen weißen Überaugenstreif geteilt werden. Beim Weibchen sind der Scheitel und der Augenstreif grau. Die Jungvögel sind etwas weniger farbenprächtig als die Altvögel.

## Stimme
Seine Stimme ist vergleichsweise nasal und gedämpft. Sie reicht von einem feinen „pupupupu“ über ein lauteres ansteigendes „pui“ zu einem weniger häufigen „qui, qui, qui“, das dünner klingt als der ähnliche Ruf des Kleibers.

## Verhalten
Der Vogel ernährt sich von Insekten und Samen, vor allem von der Schwarzkiefer, die er auch sammelt. Wie andere Kleiberarten kann der Korsenkleiber an Baumstämmen abwärts laufen.
In meist selbst gebauten Baumhöhlen in bis 300 Jahre alten Kiefern werden 5 – 8 rot gesprenkelte weiße Eier bebrütet.